# Bothriothorax faridi
Bothriothorax faridi är en stekelart som beskrevs av Kamal 1926. Bothriothorax faridi ingår i släktet Bothriothorax och familjen sköldlussteklar. Inga underarter finns listade.